# Antoni Invers i Pi
Antoni Invers i Pi (Terrassa, 1905 - Manresa, 1987) va ser un educador i polític manresà.

## Biografia
Després d'estudiar als Escolapis i a l'Escola Industrial de Terrassa, cursà estudis de peritatge mercantil a l'Escola de Comerç de Barcelona. Treballà al despatx d'un magatzem de llanes fins al 1921 que entrà en una fàbrica de gènere de punt. Mentre, estudiava anglès i francès.
El 1927 s'estableix a Manresa i hi dirigeix l'acadèmia del lingüista Delfí Dalmau. Va intervenir en la creació del setmanari L'Om i el diari El Dia, del qual en seria director una temporada l'any 1932.
Milità a la Joventut Nacionalista de la Lliga Regionalista. Més tard participà i va ser president d'Acció Catalana a Manresa. El 1932 passà a dirigir l'Escola d'Arts i Oficis de la qual també era professor. El 1933 fundà un nou centre de la seva propietat, el Liceu Invers, orientat bàsicament a l'estudi d'idiomes. Publicà el Llibre d'Exercicis d'Ortografia Catalana.
Durant la guerra va ser fiscal municipal de Manresa i el 1938 marxà al front de l'Ebre. Acabada la confrontació bèl·lica, va ser depurat i condemnat a 12 anys de presó, dels quals en complí 16 mesos a la presó Model de Barcelona.
Reprengué les classes fins al 1958, quan entrà a treballar a l'empresa química S.A. Lipmes, on hi va romandre com a administrador fins al 1972.